# Росс Тейлор, Лили
Лили Росс Тейлор (12 августа 1886 — 18 ноября 1969) — американский учёный и писатель, первая женщина-член Американской академии в Риме.
Родившаяся в Оберне, штат Алабама, Лили Росс Тейлор проявила интерес к римским исследованиям в Университете Висконсин-Мэдисон, получив степень бакалавра искусств в 1906 году. В том же году она поступила в колледж Брин-Мор в качестве аспиранта и получила докторскую степень по латыни в 1912 году. Её научным руководителем был Тенни Фрэнк. С 1912 по 1927 год она преподавала в Вассаре, а в 1917 году стала членом Американской академии в Риме.
В Брин-Мор она обучила многочисленных аспирантов, в частности ставших известными учёными Ирен Розенцвейг (1931), Берту Марти (1934), Агнес Кирсопп Лейк Михелс (1934) и Берил Роусон (1961).
Погибла 18 ноября 1969 года в результате наезда автомобиля.